# Federazione cestistica dell'Egitto
La Egyptian Basketball Federation è l'ente che controlla e organizza la pallacanestro in Egitto.
La federazione controlla inoltre la nazionale di pallacanestro dell'Egitto. Ha sede al Cairo e l'attuale presidente è Mahmoud Ahmed Ali.
È affiliata alla FIBA dal 1934 e organizza il campionato di pallacanestro egiziano.